# Lijst van burgemeesters van Berkhout
Dit is een lijst van burgemeesters van de voormalige Nederlandse gemeente Berkhout. Op 1 januari 1979 fuseerde deze gemeente met de gemeenten Avenhorn, Oudendijk en Ursem tot de gemeente Wester-Koggenland, die zelf per 1 januari 2007 met de gemeente Obdam fuseerde tot de gemeente Koggenland.
| Ambtsperiode | Naam burgemeester             | Partij of stroming | Bijzonderheden                                         |
| ------------ | ----------------------------- | ------------------ | ------------------------------------------------------ |
| 1818 - 1824  | mr. Gerard Lodewijk Carbasius |                    | schout                                                 |
| 1824 - 1850? | Jan van Akerlaken             |                    | eerst schout                                           |
| 1850 - 1859  | Pieter Slagter Tz.            |                    |                                                        |
| 1859 - 1861  | Jan Pet                       |                    |                                                        |
| 1862 - 1870  | Pieter Slagter Tz.            |                    | was van 1850 tot 1859 ook al burgemeester van Berkhout |
| 1870 - 1884  | Lambertus Groot (1836-1884)   |                    | overleden 01 februari 1884                             |
| 1884 - 1897  | Teunis Slagter                |                    | vader was tot 1870 burgemeester van Berkhout           |
| 1897 - 1919  | Dirk Slagter Tz.              |                    | zoon van voorganger                                    |
| 1919 - 1942  | J. Best                       |                    |                                                        |
| 1943 - 1945  | J. Kwantes                    | NSB                |                                                        |
| 1945 - 1946  | D. Wit Cz.                    |                    | waarnemend                                             |
| 1946 - 1968  | Pieter (P.) Beemsterboer      |                    |                                                        |
| 1968 - 1975  | J.W. de Vos                   | KVP                |                                                        |
| 1976 - 1979  | Jos (J.E.) Castenmiller       | KVP                | aansluitend burgemeester van Wester-Koggenland         |